# Собеслав I Гданьский
Собеслав I Гданьский (пол. Sobiesław I gdański; род. около 1130 — умер между 1177 и 1179) — наместник, затем князь Восточной Померании (в дальнейшем получила название Померелия) в 1155—1177/1179 годах. Основатель княжеской династии Собеславичей.

## Жизнеописание
Достоверной информации о происхождении Собеслава нет. По одной из версий, он принадлежал к кашубской знати. Собеслав упоминается в «Оливской хронике» (хроника монастыря в местечке Олива, близ Гданьска). По мнению большинства исследователей Собеслав вначале был наместником Восточной Померании, которая в 1113—1118 годах была завоевана польским князем Болеславом III Кривоустым. С этого момента Восточной Померанией управляли польские наместники, назначаемые князем.
Около 1150 года Собеслав женился на представительнице мазовецкой (по другим сведениям — куявской) знати, сестре воеводы мазовецкого Жирослава из рода Повалов.
Примерно в 1155 году польский князь Болеслав IV Кудрявый назначил Собеслава наместником в Восточной Померании, которую стали называть также Гданьской Померанией или Померелией.
В последующие годы Собеслав I Гданьский, воспользовавшись междоусобной борьбой польских князей из династии Пястов за верховную власть, добился усиления собственной самостоятельности.
Датой смерти Собеслава Гданьского считается промежуток между 1177 и 1179 годами (по другой версии — 23 января 1187 год). Впрочем, фактическую независимость от Польши Восточная Померания получила в правление его сына и наследника — Самбора I.

## Семья
Жена — сестра воеводы мазовецкого Жирослава из рода Повалов
Дети:
- Самбор I (ок. 1150—1207), князь Восточной Померании в 1177/1180-1205 годах
- Мстивой I (ок. 1160—1219/1220), князь Восточной Померании в 1205—1219/1220 годах.